# شركة ستيت ستريت
شركة ستيت ستريت (بالإنجليزية: State Street Corporation)‏ هي شركة  للخدمات المالية وشركة للبنوك القابضة مقرها في واحد شارع لينكولن في بوسطن ولها عمليات في جميع أنحاء العالم. وهو ثاني أقدم بنك يعمل باستمرار في الولايات المتحدة؛ تم تأسيس سلفه، بنك يونيون، في عام 1792. تحتل ستيت ستريت المرتبة 15 في قائمة أكبر البنوك في الولايات المتحدة من حيث الأصول. إنها واحدة من أكبر شركات إدارة الأصول في العالم حيث تدير 3.1 تريليون دولار أمريكي و 38.8 تريليون دولار أمريكي تحت الوصاية والإدارة. وهو ثاني أكبر بنك أمين في العالم،   ويعتبر بنكًا مهمًا على مستوى النظام من قبل مجلس الاستقرار المالي.
صُنفت الشركة في المرتبة 247 على قائمة فورتشين 500 اعتبارًا من عام 2019. الشركة مدرجة في قائمة البنوك الأكبر من أن تفشل والتي نشرها مجلس الاستقرار المالي.
سميت الشركة على اسم ستيت ستريت في بوسطن، والتي كانت تعرف باسم «جريت ستريت تو ذا سي» في القرن الثامن عشر عندما أصبحت بوسطن عاصمة بحرية مزدهرة. يتضمن شعار الشركة مقصًا ليعكس الصناعة البحرية في بوسطن خلال هذا الوقت.

## روابط خارجية
- - بيانات النشاط التجاري لـ شركة ستيت ستريت: مالية جوجل
  - ياهو! المالية
  - بلومبرج
  - رويترز
  -  إيداع هيئة الأوراق المالية والبورصات

### المحفوظات والسجلات
- يسجل بنك ستيت ستريت بانك في كلية هارفارد للأعمال .